# Баллада о трубе и облаке
«Баллада о трубе и облаке» (словен. Balada o trobenti in oblaku) — фильм режиссёра Франце Штиглица по одноимённой новелле Цирила Космача. Военная драма. Снят в СФРЮ в 1961 году. Картина была признана лучшей лентой Югославии 1961 года и награждена призом «Большая Золотая Арена» — главной наградой Кинофестиваля в Пуле.

## Сюжет
Зима 1943 года, оккупированная нацистами Словения. Недалеко от маленькой деревни в горной пещере скрываются раненые партизаны. Пожилому крестьянину Темникару из селения в долине часто кажется, что с гор по ночам звучит призывный звук трубы. Его небольшая семья готовится к Рождеству. Перед рассветом в дом Темникара входит патруль профашистской белой гвардии, который собирается в горы, чтобы уничтожить партизанский лазарет. Осознавая угрозу беспомощным бойцам-коммунистам, старик, ранее далёкий от войны и политики, вынужден сделать нравственный выбор. Он идёт в горы и, зная все тайные тропы, опережает патруль. У узкой расселины Темникар устраивает засаду и в одиночку одним только топором убивает несколько нацистских пособников. Смертельно раненый, он увлекает в пропасть последнего гвардейца. В деревне карательный отряд СС жестоко расправляется с семьёй Темникара.

## В ролях
- Лойзе Потокар — Ерней Темникар
- Ангелца Хлебце — Маряна Темникар, его жена
- Мария Лойк — Юстина
- Бранко Миклавц — Тоне
- Владимир Скринбшек — офицер СС
- Лойзе Розман — Гаспер

## Художественные особенности
Картина достаточно далеко отстоит от своей литературной основы. В ряде киноведческих источников фильм упомянут  даже как один из поворотных пунктов в словенском кино, когда роль сценариста, писателя в качестве главного создателя сюжета практически теряется. Эта функция стала переходить к режиссёрам, которые сами стали творцами драматических историй и диалогов.

## Награды
- Режиссёр Франце Штиглиц в 1962 году за создание фильма был удостоен премии Франце Прешерна — высшей награды страны в области искусства и культуры[2].